# Église Notre-Dame de Ramelot
Pour les articles homonymes, voir Église Notre-Dame.
L'église Notre-Dame  ou église Notre-Dame de l'Annonciation est un édifice religieux catholique classé situé dans le village de Ramelot faisant partie de la commune de Tinlot dans la province de Liège (Belgique).

## Situation
L'édifice est situé dans le village condrusien de Ramelot, le long de la rue du Village, à l'avant du parc et du château de Ramelot et à environ 450 m à l'ouest de l'antique chaussée romaine Metz-Arlon-Tongres. L'église est implantée sur un tige, à l'altitude de 280 m. Un imposant tilleul se dresse près du clocher.

## Historique
Une (première ?) église est citée à Ramelot en 1242. La tour a été restaurée à diverses reprises à partir d'un noyau plus ancien, peut-être médiéval. L'édifice actuel est construit en 1731 pour la nef et reconstruit en 1763 pour le chœur par Louis du Monin et Jenne Zualart, comme l'atteste la dalle commémorative en forme de retable située à l'intérieur de l'édifice. L'église a été restaurée de 2006 à 2012.

## Architecture
Le bâtiment d'une longueur d'environ 25 mètres est édifié en pierre calcaire du Condroz sous une toiture d'ardoises. Il est entouré du mur de l'ancien cimetière érigé en moellons de calcaire faisant aussi l'objet d'un classement.
La tour de trois niveaux est surmontée d'une toiture octogonale avec croix et coq en girouette en fer forgé. La nef possède trois travées percées de baies ornées de vitraux et cintrées sur montants harpés. Le chœur est formé de trois pans coupés avec une baie placée sur le pan axial. Deux annexes ont été ajoutées du côté nord-ouest : une sacristie avec grande dalle funéraire sous blason scellée au mur pignon de Louis du Monin (décédé en 1678) et de son épouse Jenne Zualart et une petite pièce abritant les fonts baptismaux.

## Classement
L'église Notre-Dame, le mur du cimetière et l'ensemble formé par l'église et les terrains environnants sont classés depuis le 3 janvier 1992 et repris sur la liste du patrimoine immobilier classé de Tinlot.